# Бандероль

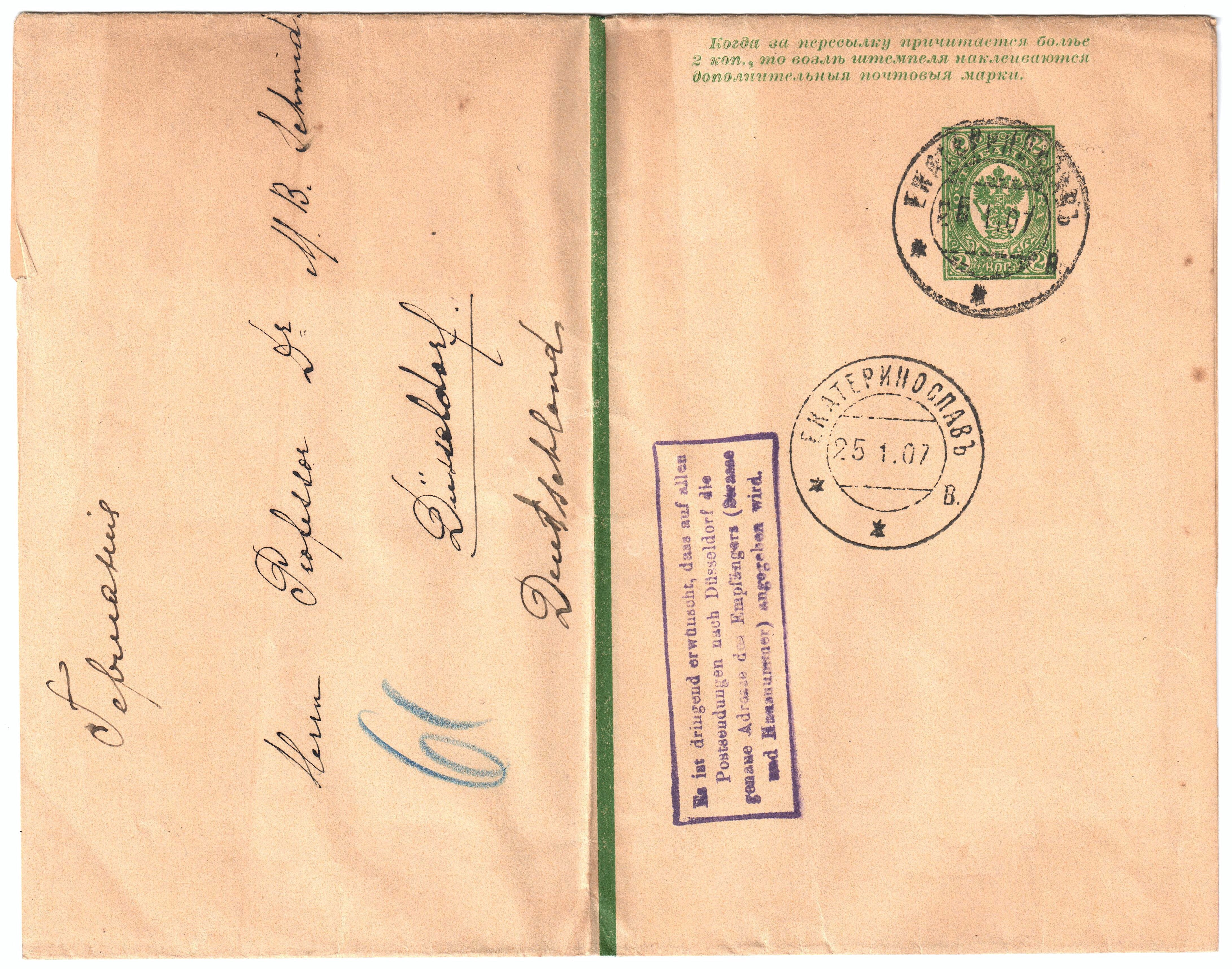
Спеціальна упаковка у вигляді стрічки для поштових відправлень — бандероль з надрукованим знаком поштової оплати (Росія, XX століття).

Бандеро́ль — поштове відправлення, яке може містити друковану продукцію: бланки, брошури, книги, плакати, фотографії, альбоми, друковані засоби масової інформації, зошити, блокноти, ділові папери, художню та іншу літературу, друковану рекламну інформацію. Являє собою паперову обгортку або відкритий конверт, в яких пересилаються поштою книги, журнали, ділові папери і таке інше.
Слово бандероль через польське і російське посередництво запозичено з французької мови, де banderole означає «вимпел», «перев'язь», «бандероль» (у сучасній французькій бандероль називають colis) і походить від італ. banderuola («прапорець, вимпел»). Воно має германську етимологію: від германського кореня band- (звідки й гот. bandwa — «прапор»).
Вкладення бандеролей, залежно від характеру предметів, що пересилаються упаковується в папки, футляри, коробки, конверти, поліетиленові мішечки, загортається в крафт-папір.
Маса та упаковка бандеролей відповідають певним правилам.
Максимальні граничні розміри: сума довжини, ширини і товщини не повинна перевищувати 900 мм, а найбільший вимір — 600 мм; — мінімальний: 90×140 мм. Сума довжини і подвійного діаметра рулонів — 170 мм (найбільший вимір не повинен перевищувати 100 мм). Маса: внутрішні до 2 кг; міжнародні до 5 кг.
Бандеролі можуть бути простими, рекомендованими і з оголошеною цінністю (цінними).